# اریختونیوس

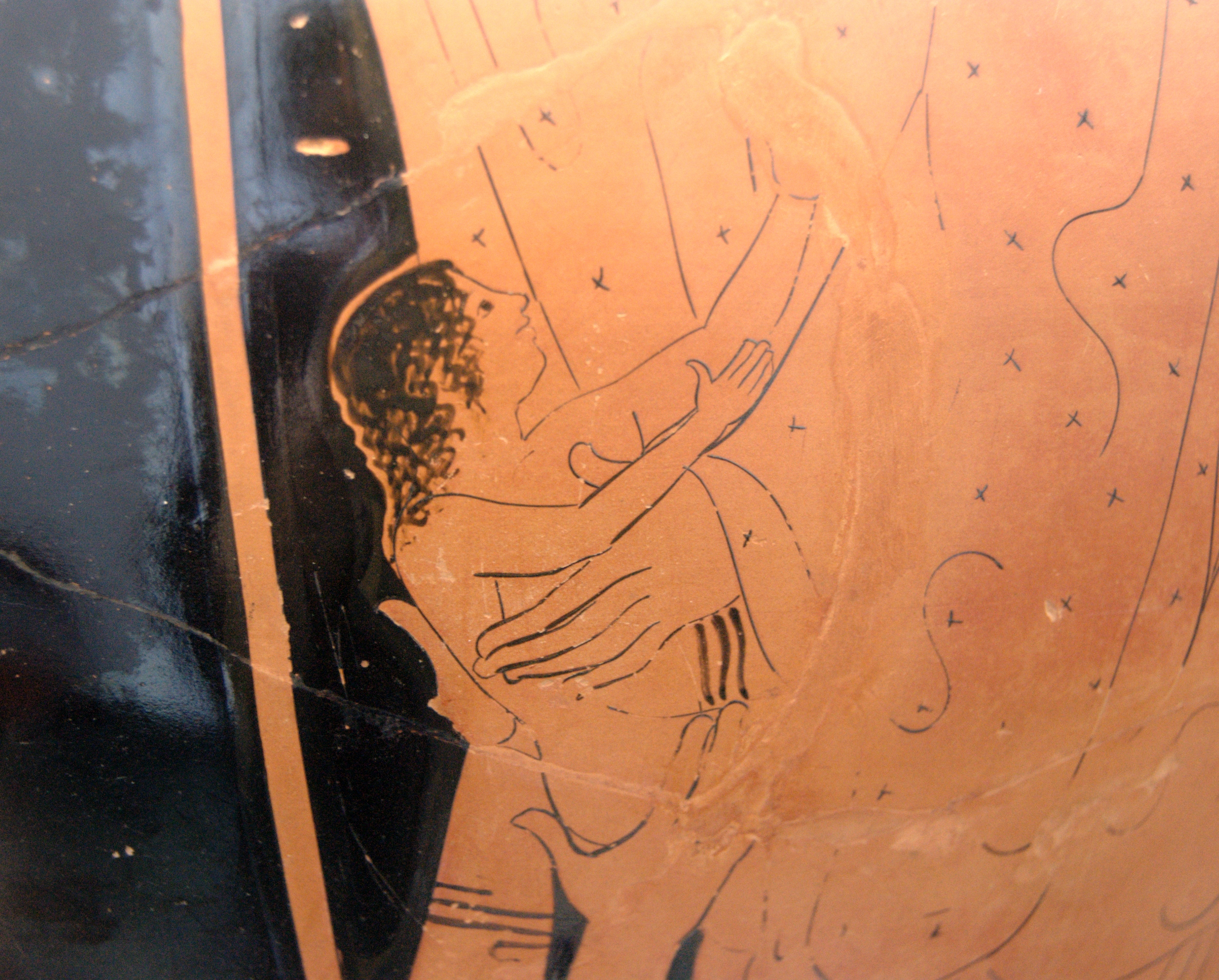
تولد اریختونیوس

اریختونیوس (به انگلیسی: Erichthonius) پادشاه افسانه‌ای در اساطیر یونان و حاکم اولیه آتن باستان بود. طبق برخی از افسانه‌ها، او بدون پدر و مادر بوده و از خاک یا زمین متولد شده‌است و توسط الهه آتنا بزرگ شده‌است. متون اولیه یونانی فرقی بین او و ارختئوس، نوه او قائل نیستند، اما در قرن چهارم قبل از میلاد، در زمان کلاسیک، آنها شخصیت‌های متمایزی هستند.
وی از ۱۵۷۳ تا ۱۵۵۶ پیش از میلاد سلطنت می‌کرده. باعتقاد یونانیان قدیم این حکمران مخترع خیش است. یکی از سلاطین تروا که برادر ایلوس و پسر دردانوس و پدر تروس بوده و در سال ۱۴۱۶ پیش از میلاد حکومت می‌کرده‌است.

## افسانه زایش اریختونیوس
روزی آتنا برای ساخت زره به نزد هفائستوس رفت و در آنجا به تمجید آثار او پرداخت. هفائستوس که پیش از این به او دلباخته و مجذوب هوش و درایتش شده بود، تلاش کرد به او نزدیک شده و دامنش را لکه‌دار کند اما آتنا سخت از خود دفاع کرد و مانع او شد و از آنجا گریخت و هفائستوس نتوانست طرح خائنانه خود را اجرا کند اما تخم خود را بر زمین پراکنده و اندکی بعد فرزندی پیدا شد به نام اریختونیوس، آتنا او را یافت و به دور از چشم سایر خدایان بزرگ کرد. آتنا اریختونیوس را پسر خود می‌دانست و برای نگهداری فرزندش از دختران سکروپس کمک خواست. آتنا که حکمران آتن بود، زمانیکه اریختونیوس بزرگ شد، او را به عنوان شهردار آتن برگزید.

## نگارخانه

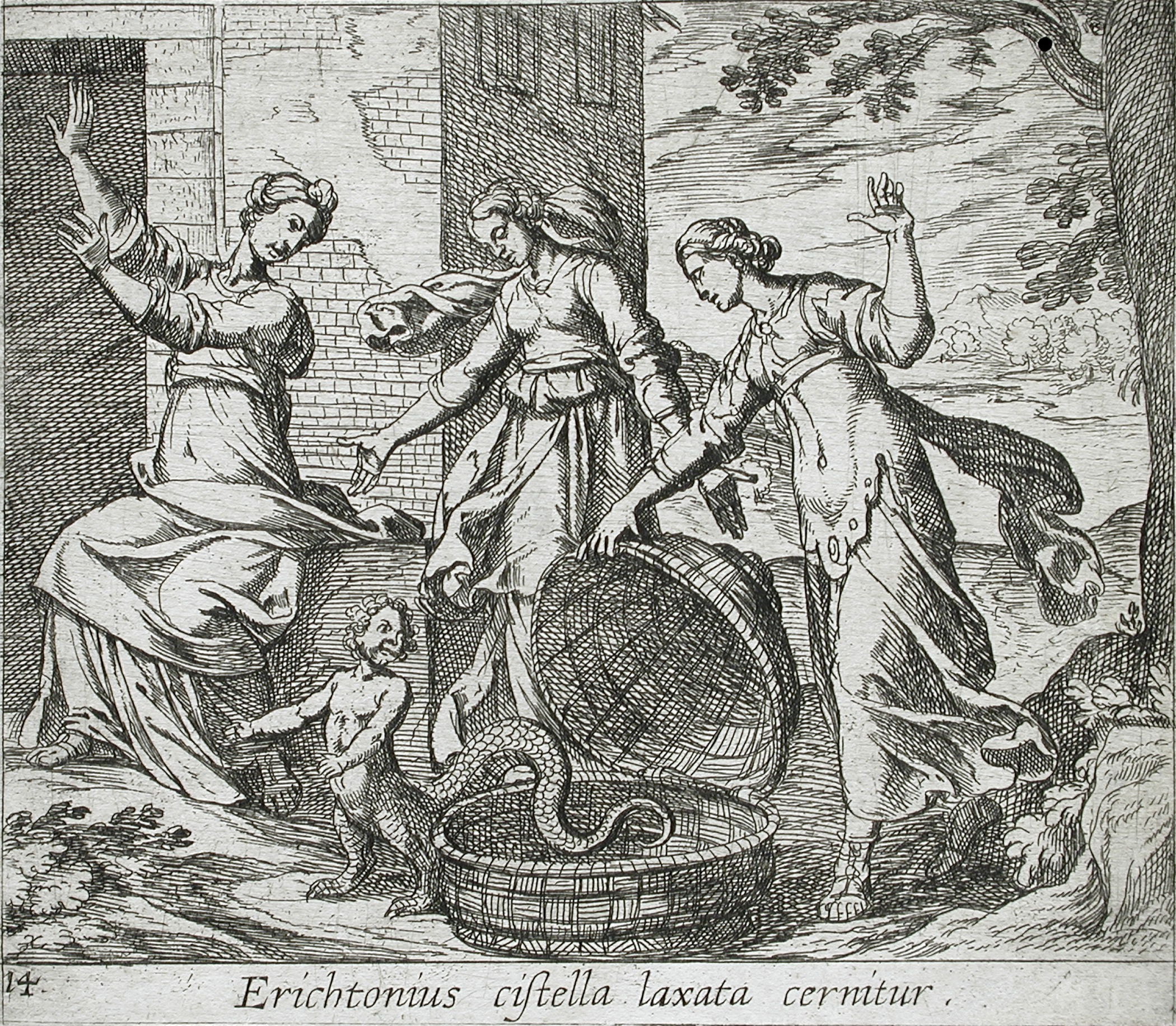
اریختونیوس توسط آتنا از سبد آزاد شد (۱۶۰۶)
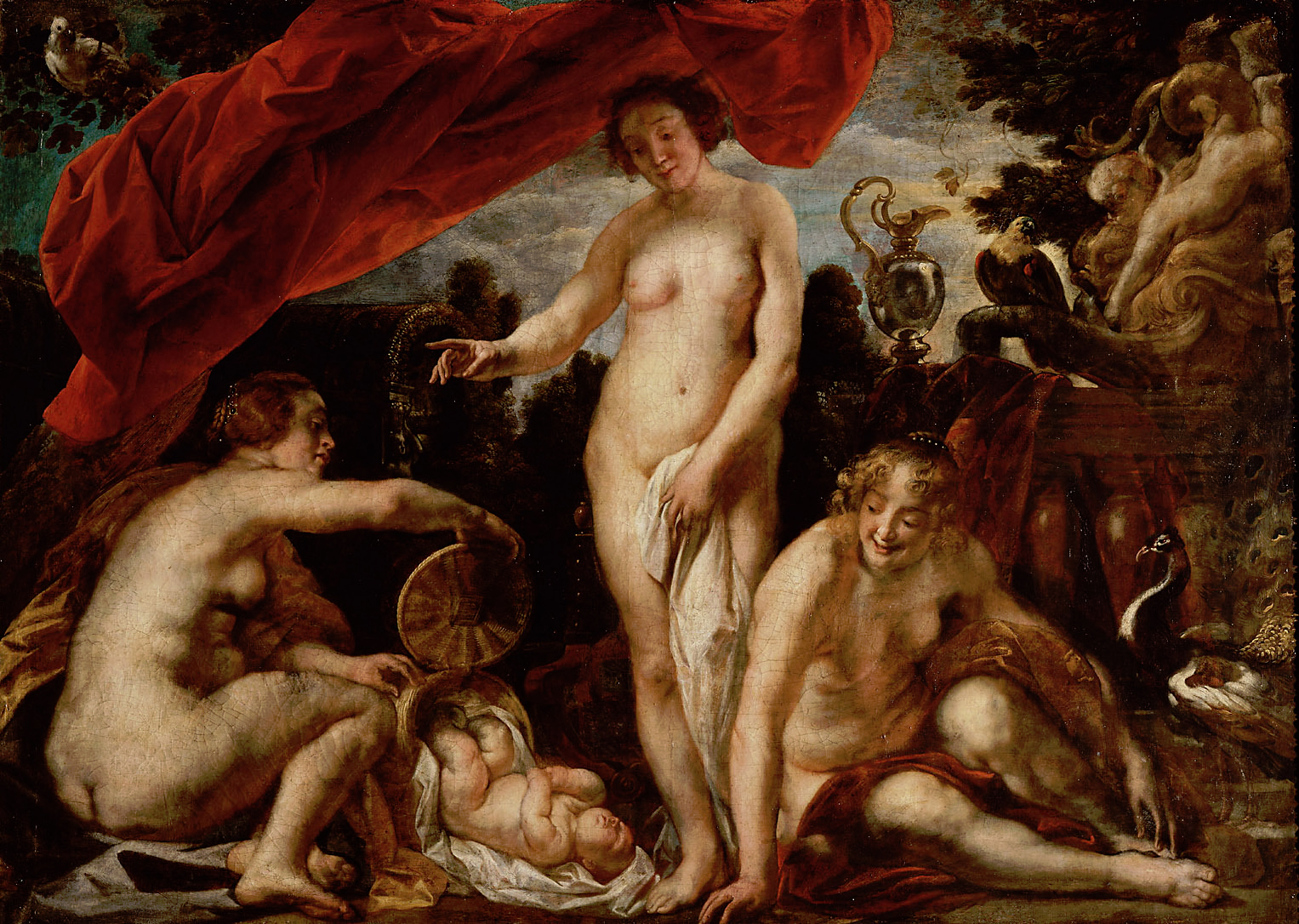
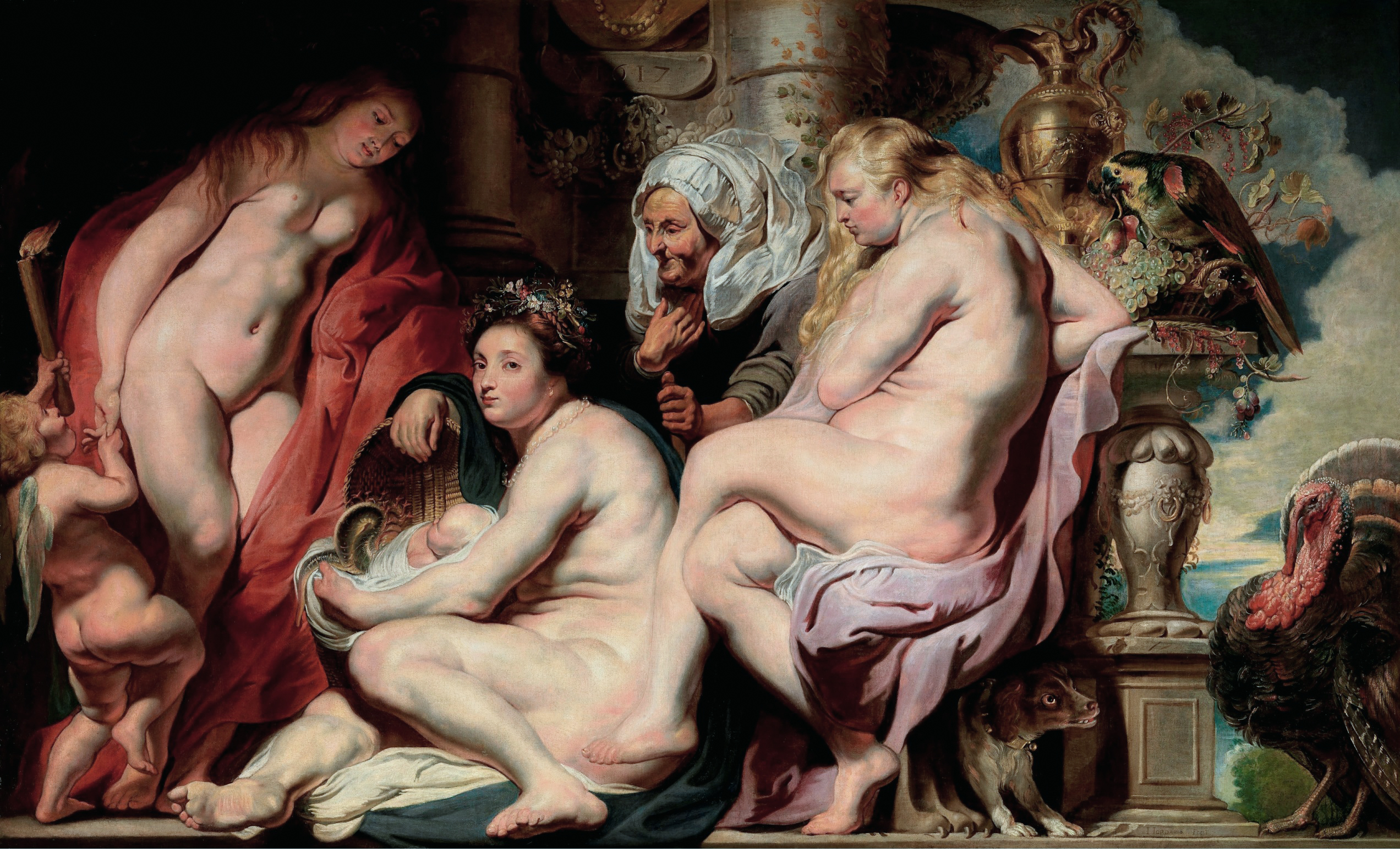
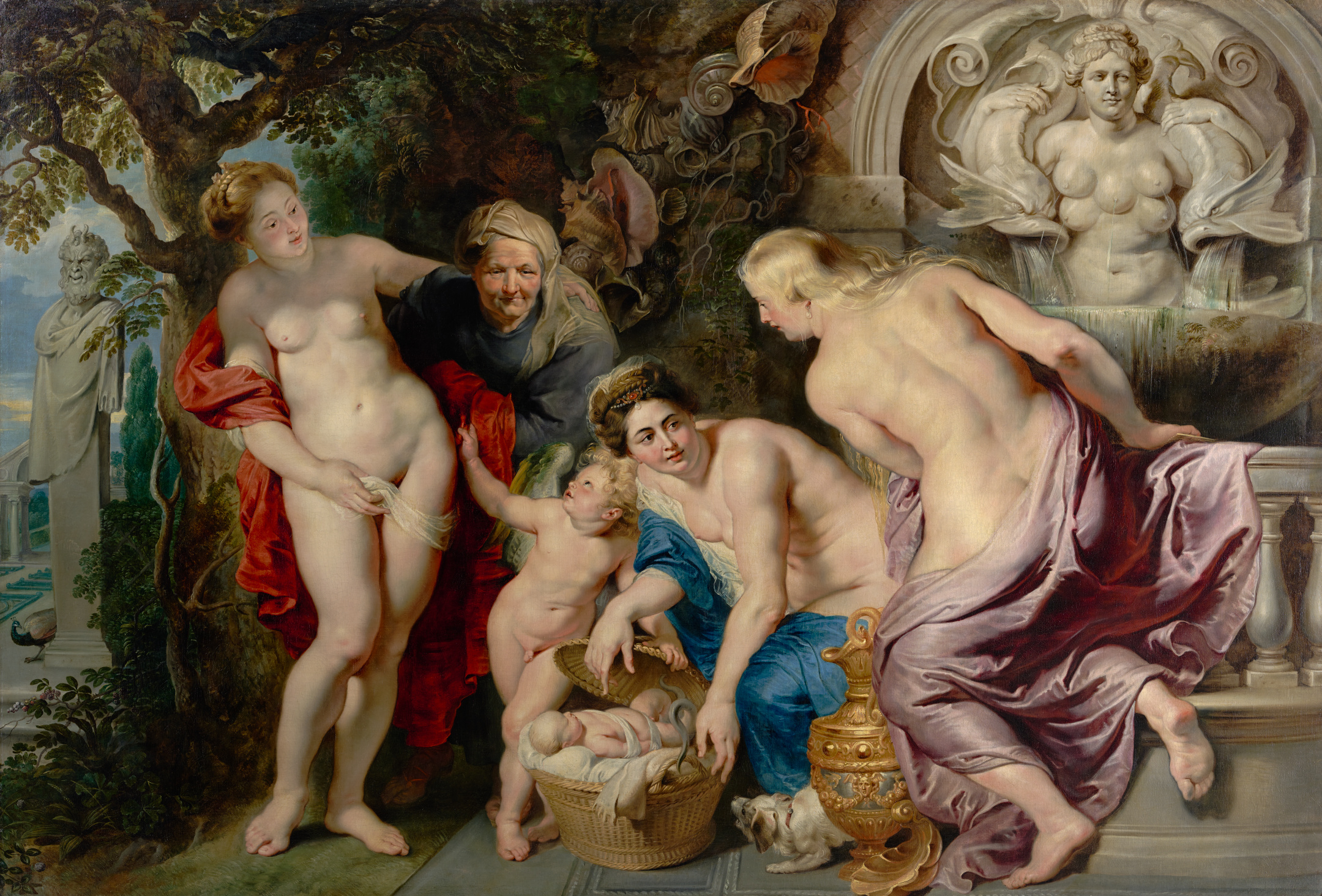
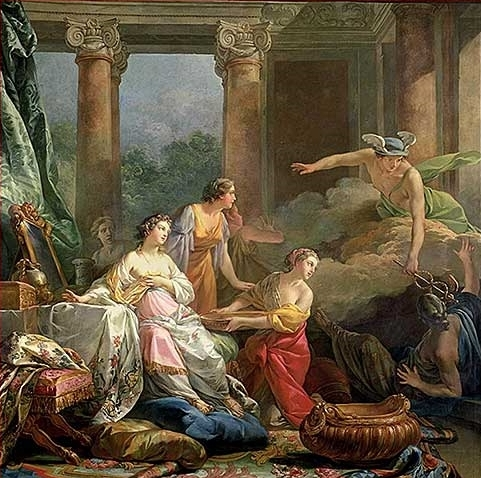
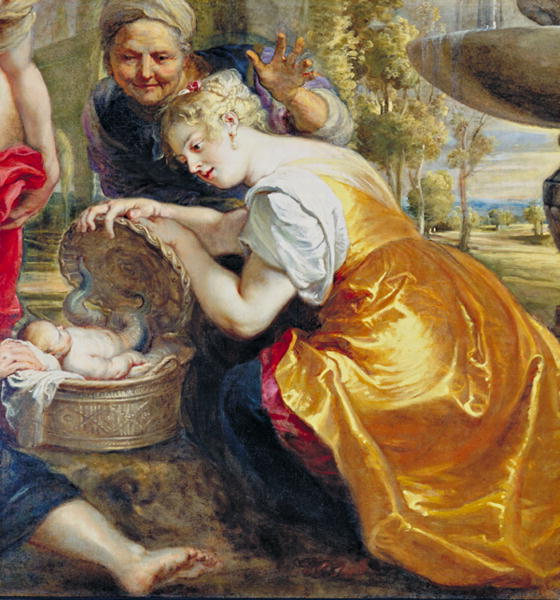
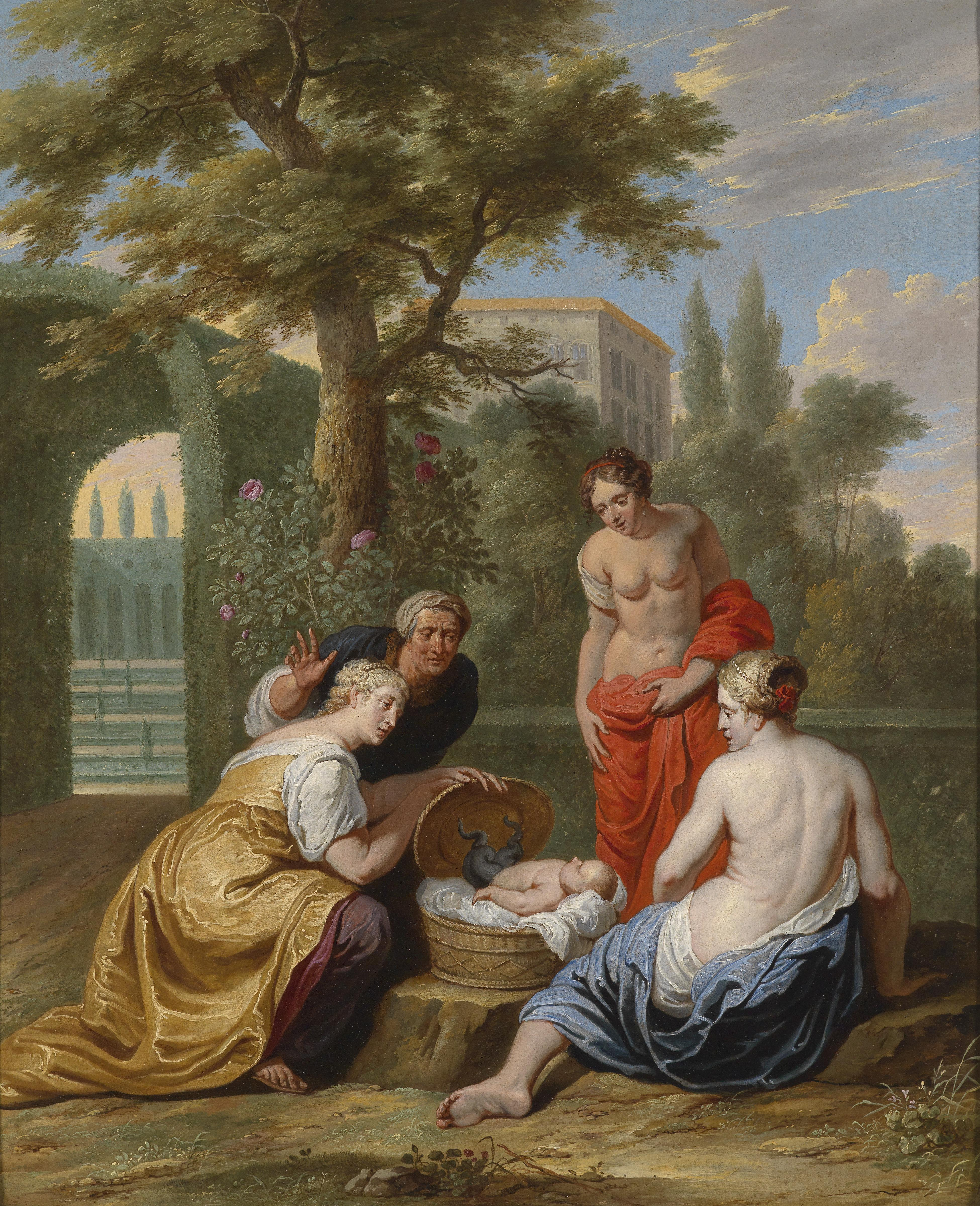